# Liste von Söhnen und Töchtern der Stadt Caracas
Dies ist eine Liste bekannter Persönlichkeiten, die in der venezolanischen Stadt Caracas (Miranda) geboren wurden. Ob sie im Weiteren in Caracas gewirkt haben, ist ohne Belang. Die Liste erhebt keinen Anspruch auf Vollständigkeit.

## 18. Jahrhundert

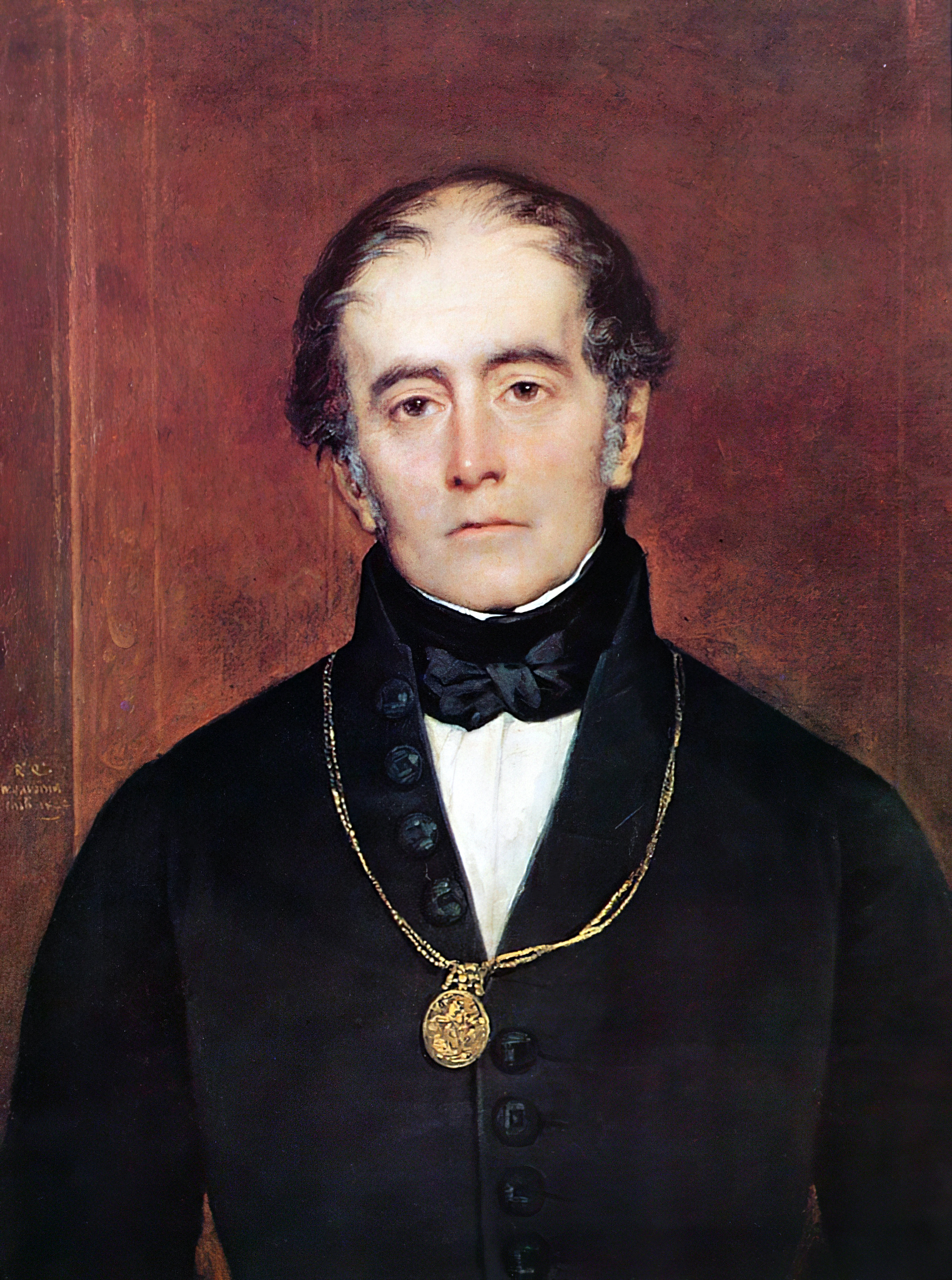
Andrés Bello
(1781–1865)

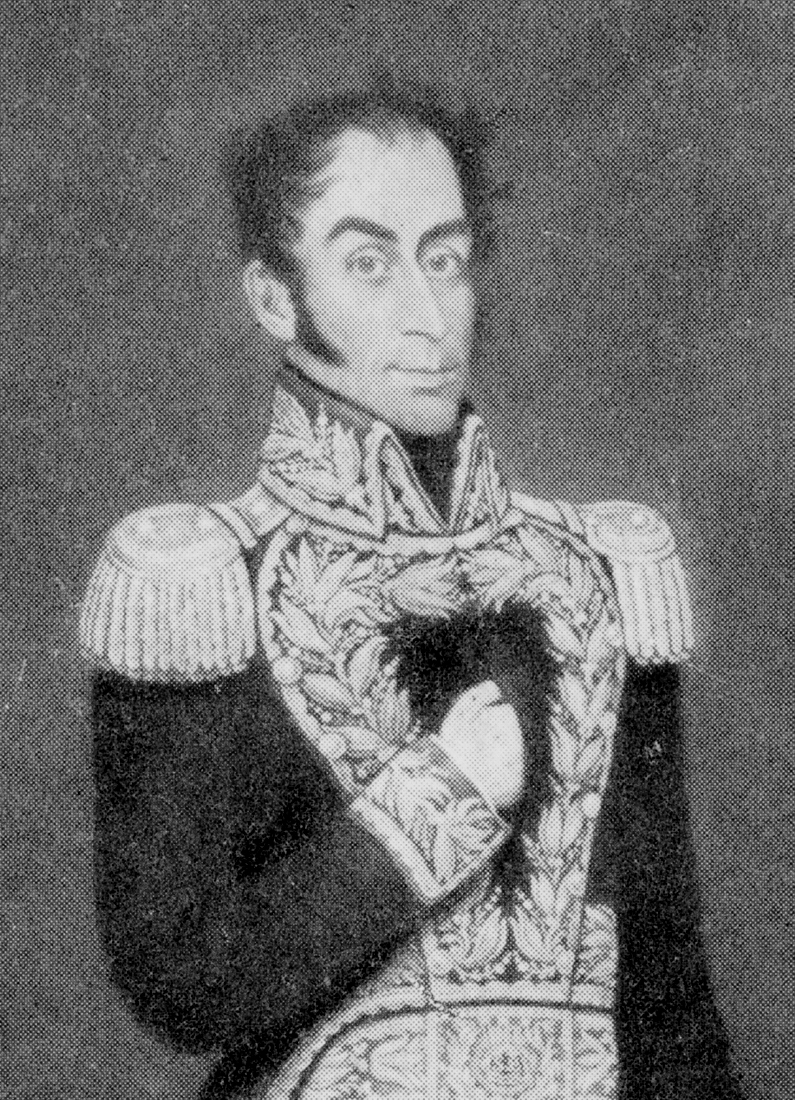
Simón Bolívar
(1783–1830)

- Felix Joseph de Abreu y Bertodano (1721–1766), Botschafter von Karl III. von Spanien bei Georg II. von Großbritannien
- Francisco de Miranda (1750–1816), Offizier und Revolutionär; Freiheitskämpfer gegen die Spanier
- Baltasar de los Reyes Marrero (1752–1809), Priester und José Francisco Velásquez (El Viejo)
- José Francisco Velásquez der Ältere (zwischen 1755 und 1760–1805), Komponist
- Juan Manuel Olivares (um 1760–1797), Komponist
- Simón Rodríguez (1769–1854), Pädagoge, Philosoph, Utopischer Sozialist sowie Hauslehrer, Freund und Mitarbeiter von Simón Bolívar
- Cayetano Carreño (1774–1836), Komponist
- José Ángel Lamas (1775–1814), Komponist
- José Félix Ribas (1775–1815), General in den venezolanischen Unabhängigkeitskriegen
- Vicente Salias (1776–1814), Revolutionär, Journalist und Schriftsteller
- Juan Meserón (1779–1842), Flötist und Komponist
- Juan José Landaeta (1780–1814), Komponist
- Andrés Bello (1781–1865), Humanist, Dichter, Gesetzesmacher, Philosoph, Lehrer und Philologe
- José Francisco Velásquez der Jüngere (1781–1822), Komponist
- Simón Bolívar (1783–1830), neugranadischer Unabhängigkeitskämpfer und Nationalheld vieler südamerikanischer Länder
- Pedro Gual (1783–1862), Staatspräsident Venezuelas
- Ciriaco Carreño (1795–1814), Sänger und Organist
- Luisa Cáceres de Arismendi (1799–1866), Nationalheldin während des Unabhängigkeitskrieges gegen Spanien
- Atanasio Bello Montero (1800–1876), Geiger, Dirigent, Operndirektor und Komponist

## 19. Jahrhundert

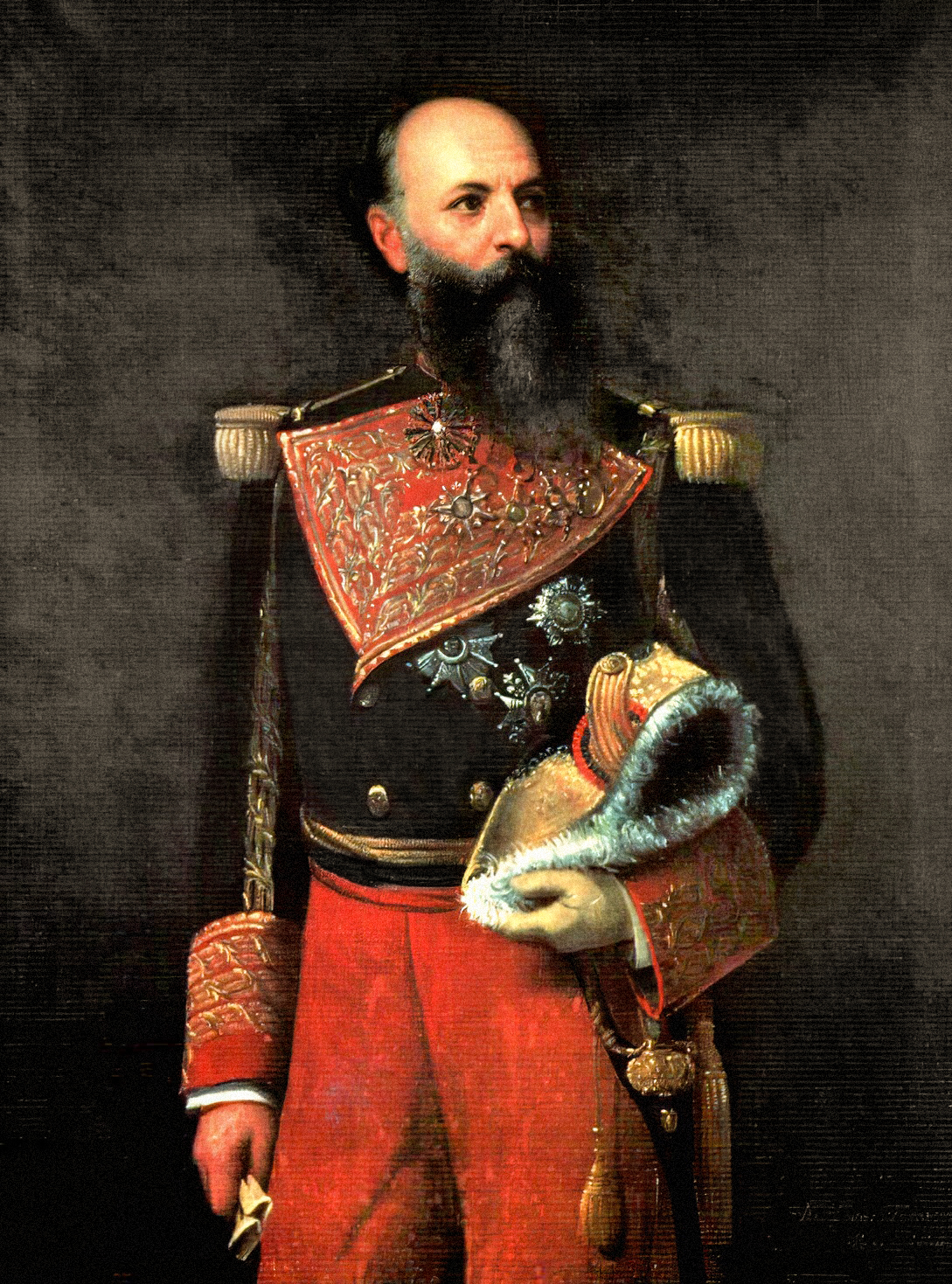
Antonio Guzmán Blanco
(1829–1899)

- Antonio Leocadio Guzmán (1801–1884), venezolanischer Journalist und Politiker
- Juan Bautista Carreño (1802–1849), Komponist und Organist
- Manuel Felipe de Tovar (1803–1866), Staatspräsident Venezuelas
- Manuel Antonio Carreño (1812–1874), venezolanischer Musiker, Pädagoge, Außen- und Finanzminister
- Juan Pablo Rojas Paúl (1826–1905), Staatspräsident Venezuelas[1]
- Antonio Guzmán Blanco (1829–1899), General und Politiker; Präsident von Venezuela (1870–1877, 1879–1884 und 1886–1887)
- Juan Antonio Pérez Bonalde (1846–1892), Übersetzer und Dichter
- Teresa Carreño (1853–1917), Pianistin und Komponistin
- Andrés Delgado Pardo (1870–1940), Pianist, Komponist und Musikpädagoge
- Reynaldo Hahn (1874–1947), französischer Komponist
- Georg Möller (1876–1921), deutscher Ägyptologe
- Raúl Borges (1882–1967), Komponist, Gitarrist und Musikpädagoge
- Rómulo Gallegos (1884–1969), Schriftsteller und Politiker
- Armando Reverón (1889–1954), Maler und Bildhauer
- Jesús Maria Pellin (1892–1969), römisch-katholischer Geistlicher und Weihbischof in Caracas
- Conny Méndez (1898–1979), Schauspielerin, Malerin und Karikaturistin, Schriftstellerin und Komponistin und Begründerin des Movimiento de Metafísica Cristiana
- Juan Bautista Plaza (1898–1965), Komponist
- José Antonio Calcaño (1900–1978), Komponist, Musikkritiker und Diplomat

## 20. Jahrhundert

### Geburtsjahr unbekannt
- Luis Gómez-Imbert, Kontrabassist

### 1901–1910

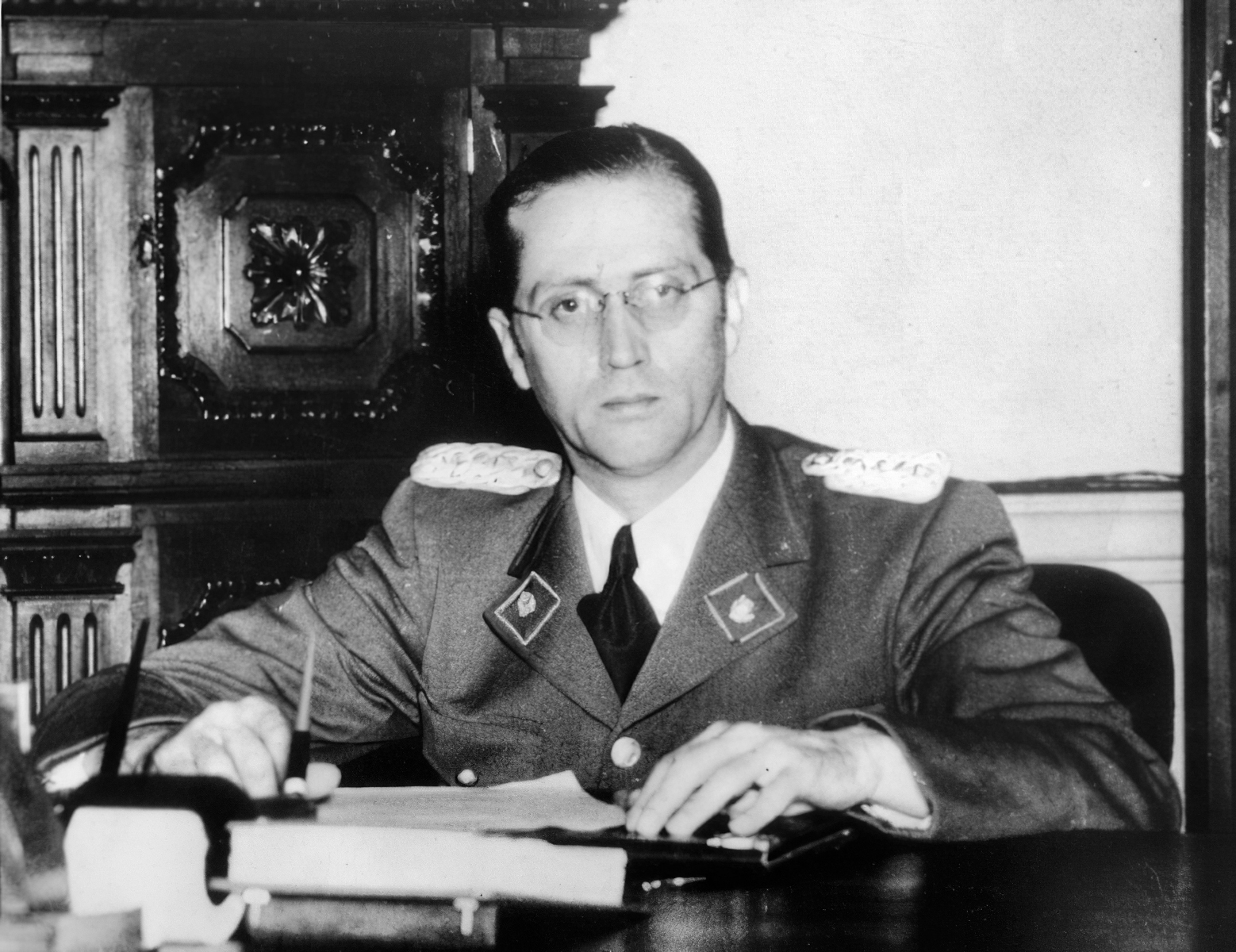
Carlos Delgado Chalbaud
(1909–1950)

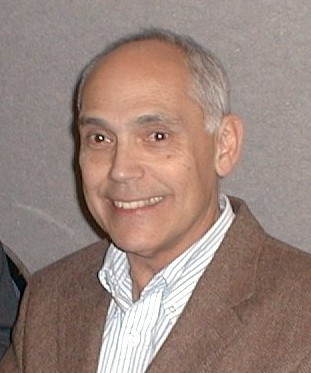
Alejandro Enrique Planchart
(1935–2019)

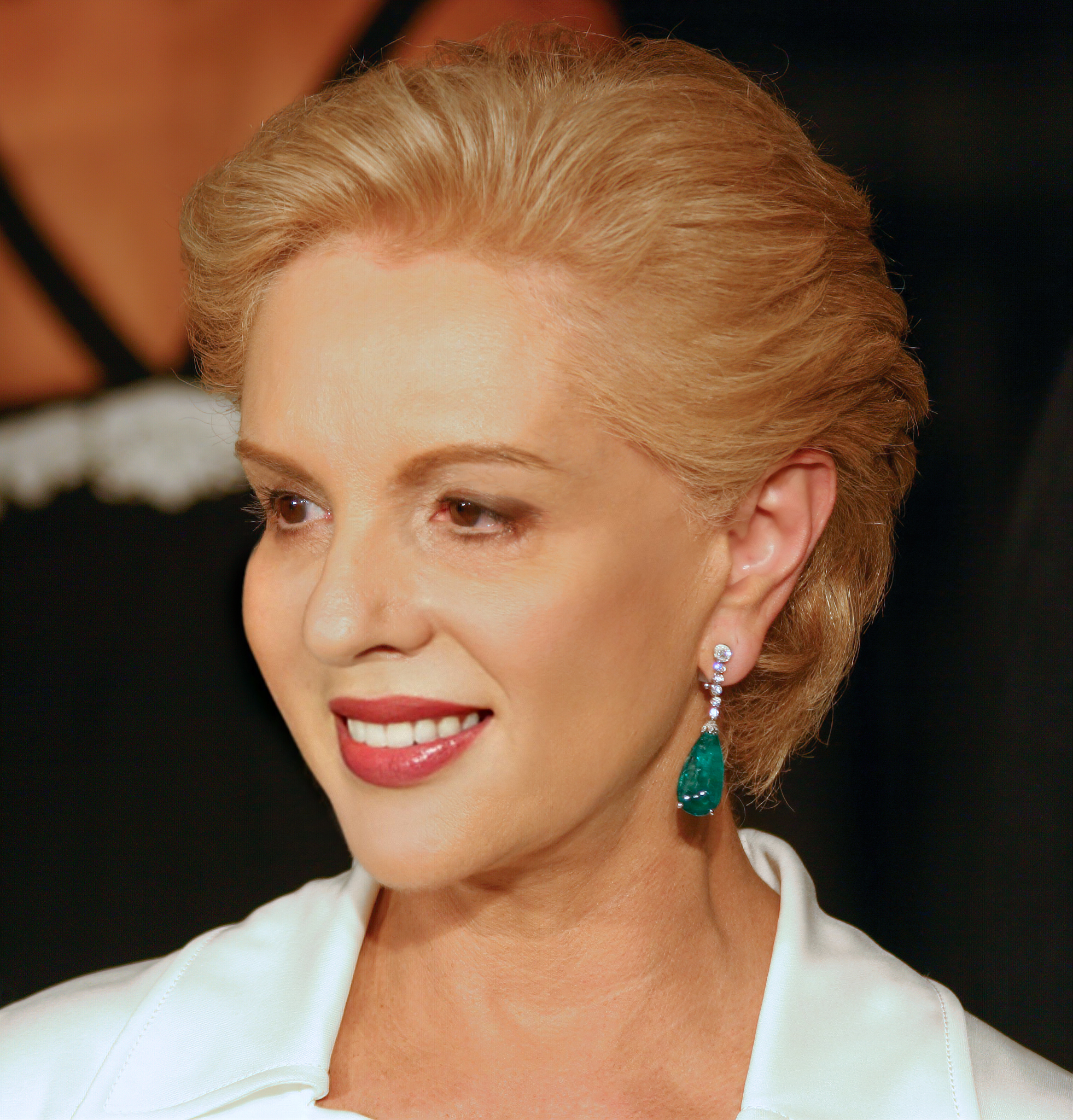
Carolina Herrera
(* 1939)

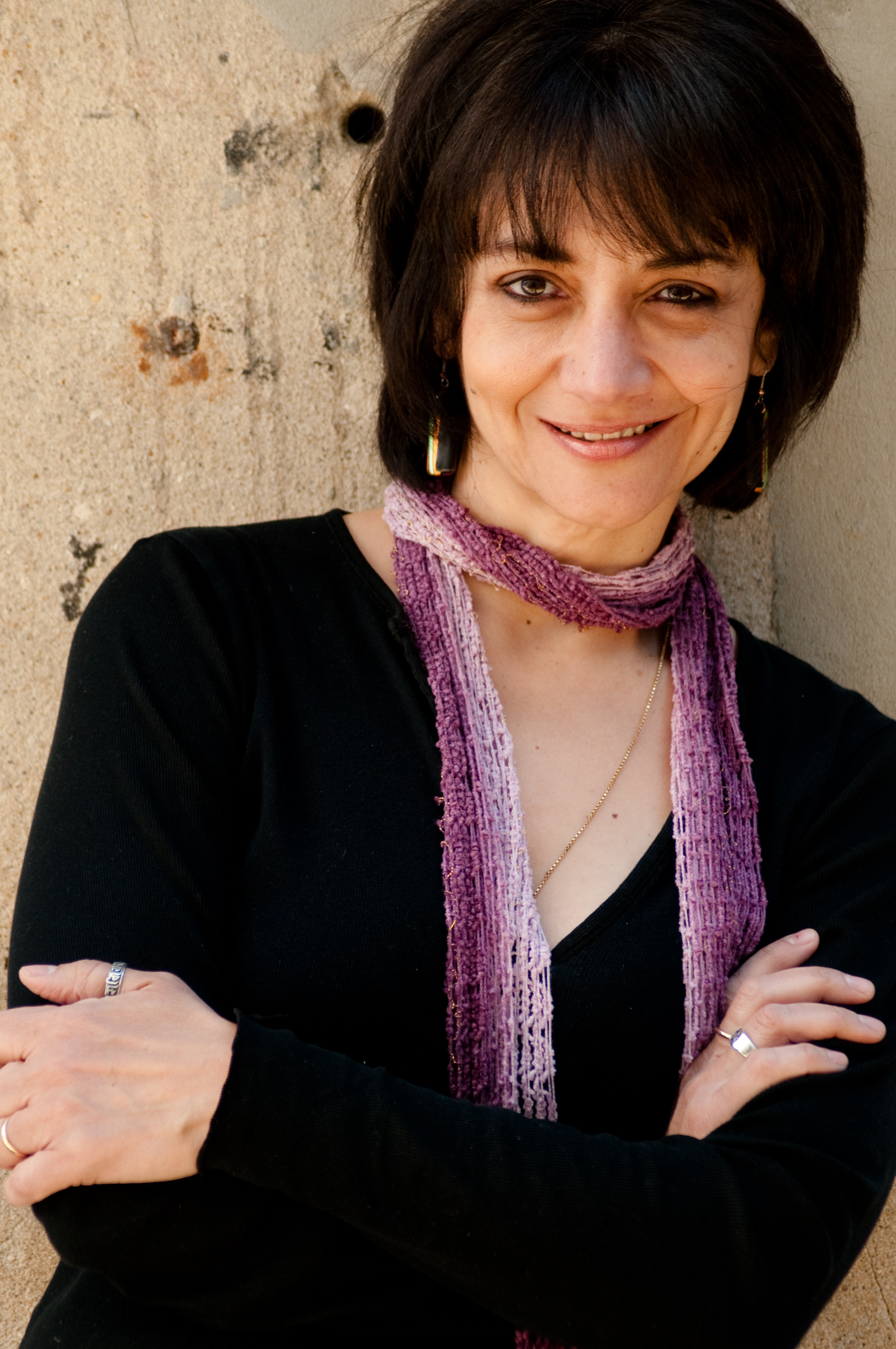
Susana Amundaraín
(* 1954)

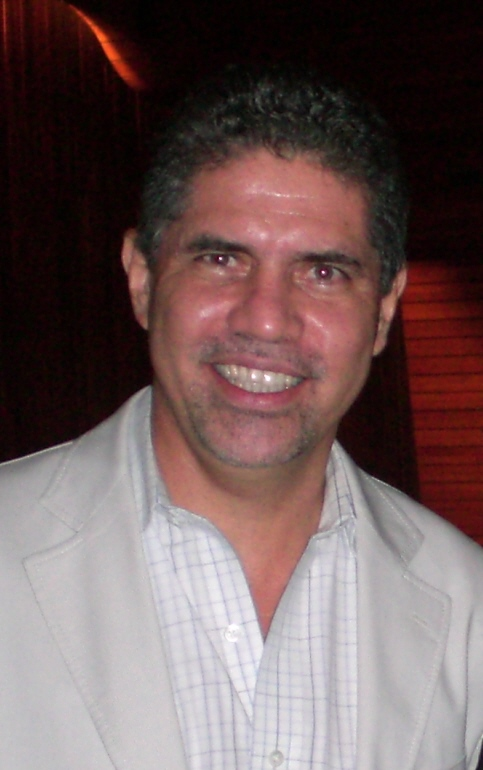
Saúl Vera
(* 1959)

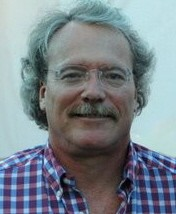
Alberto Barrera Tyszka
(* 1960)

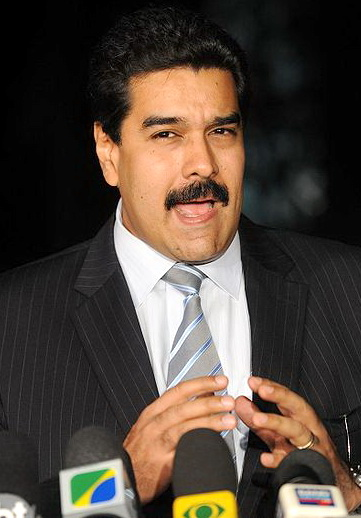
Nicolás Maduro
(* 1962)

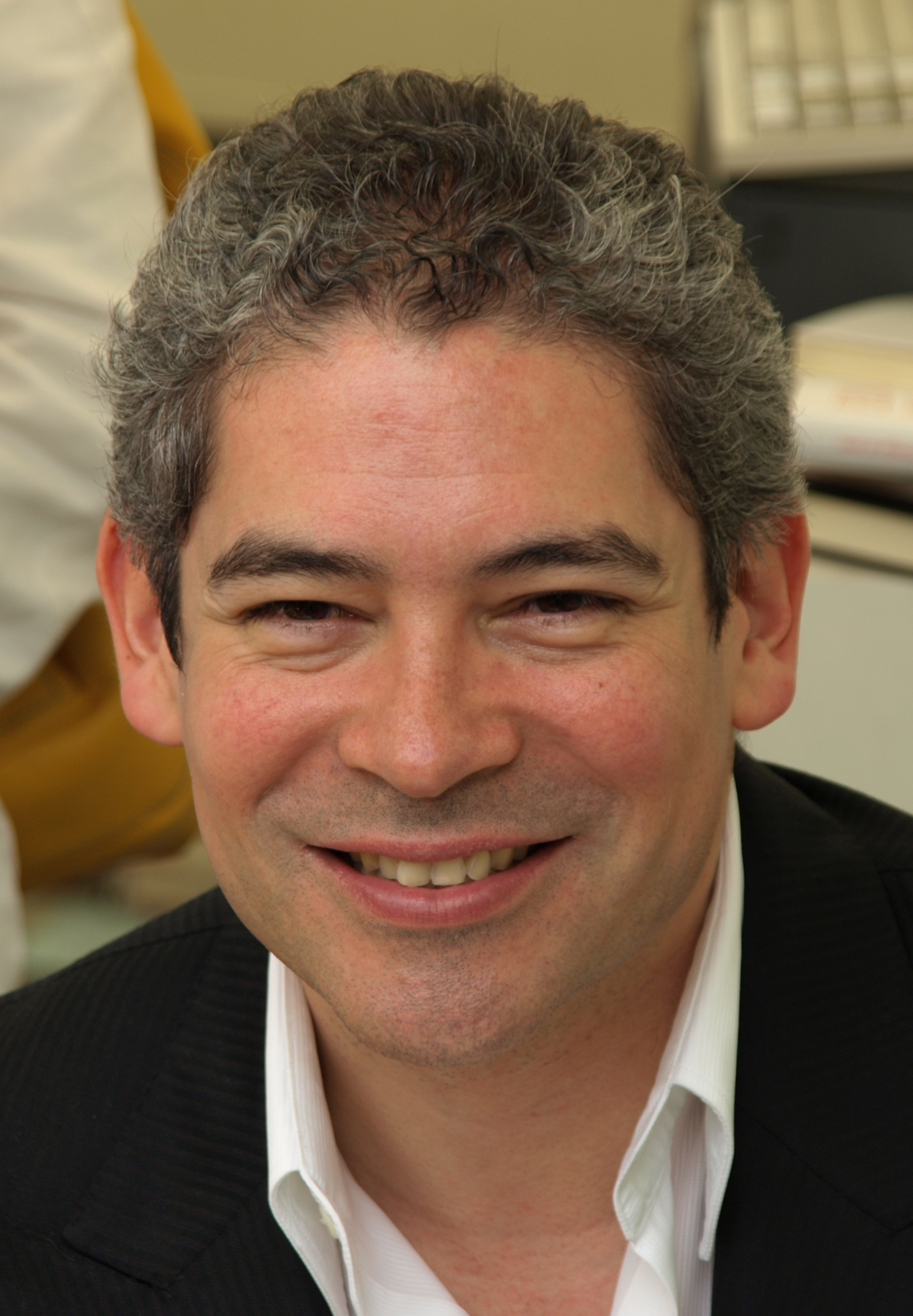
Boris Izaguirre
(* 1965)

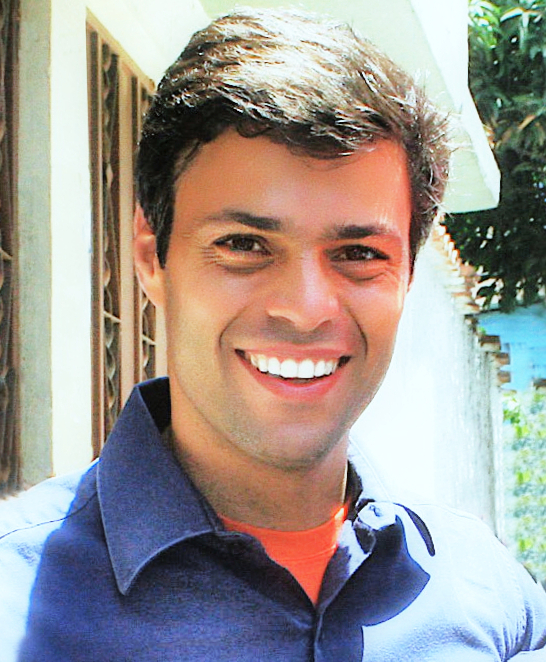
Leopoldo López
(* 1971)

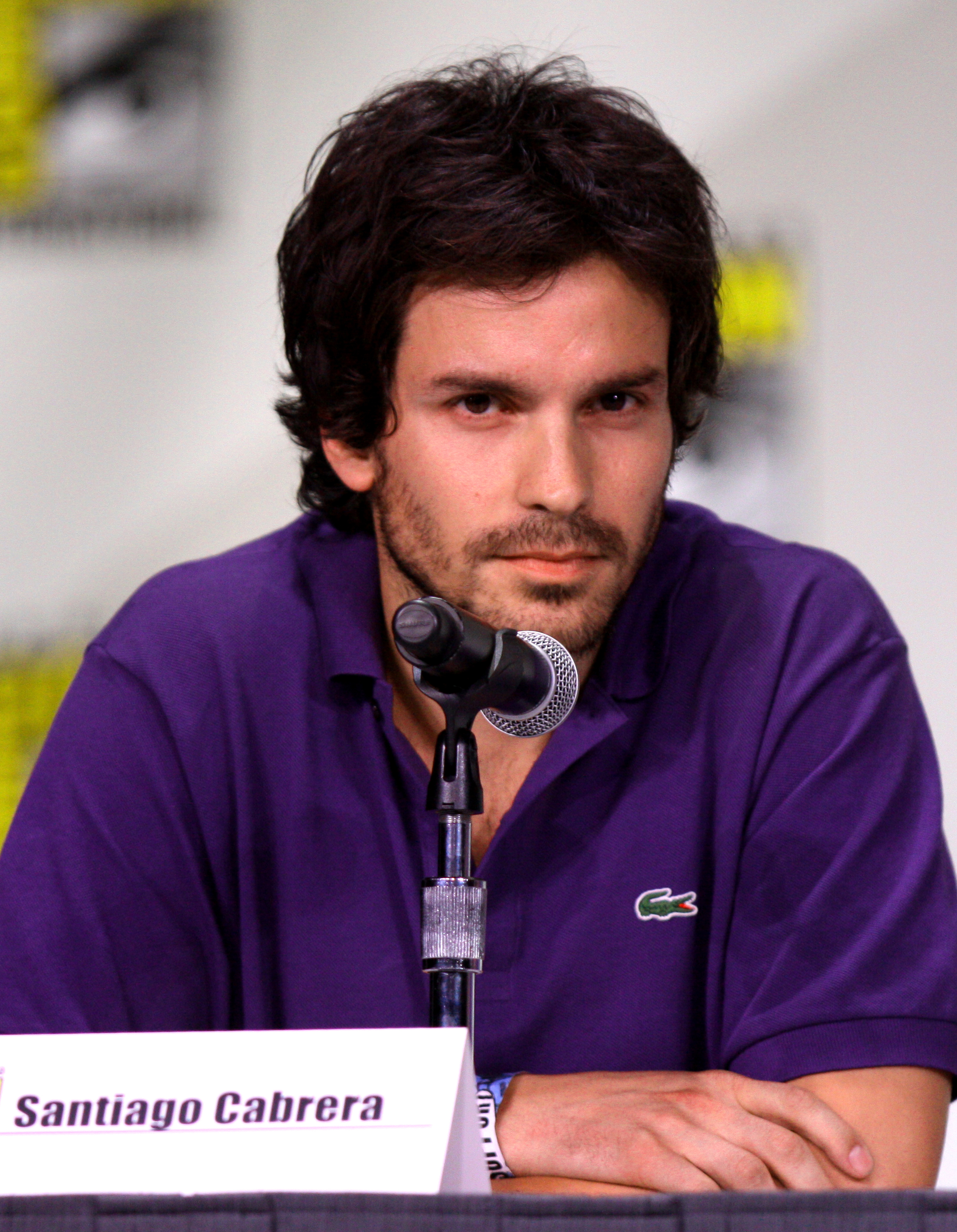
Santiago Cabrera
(* 1978)

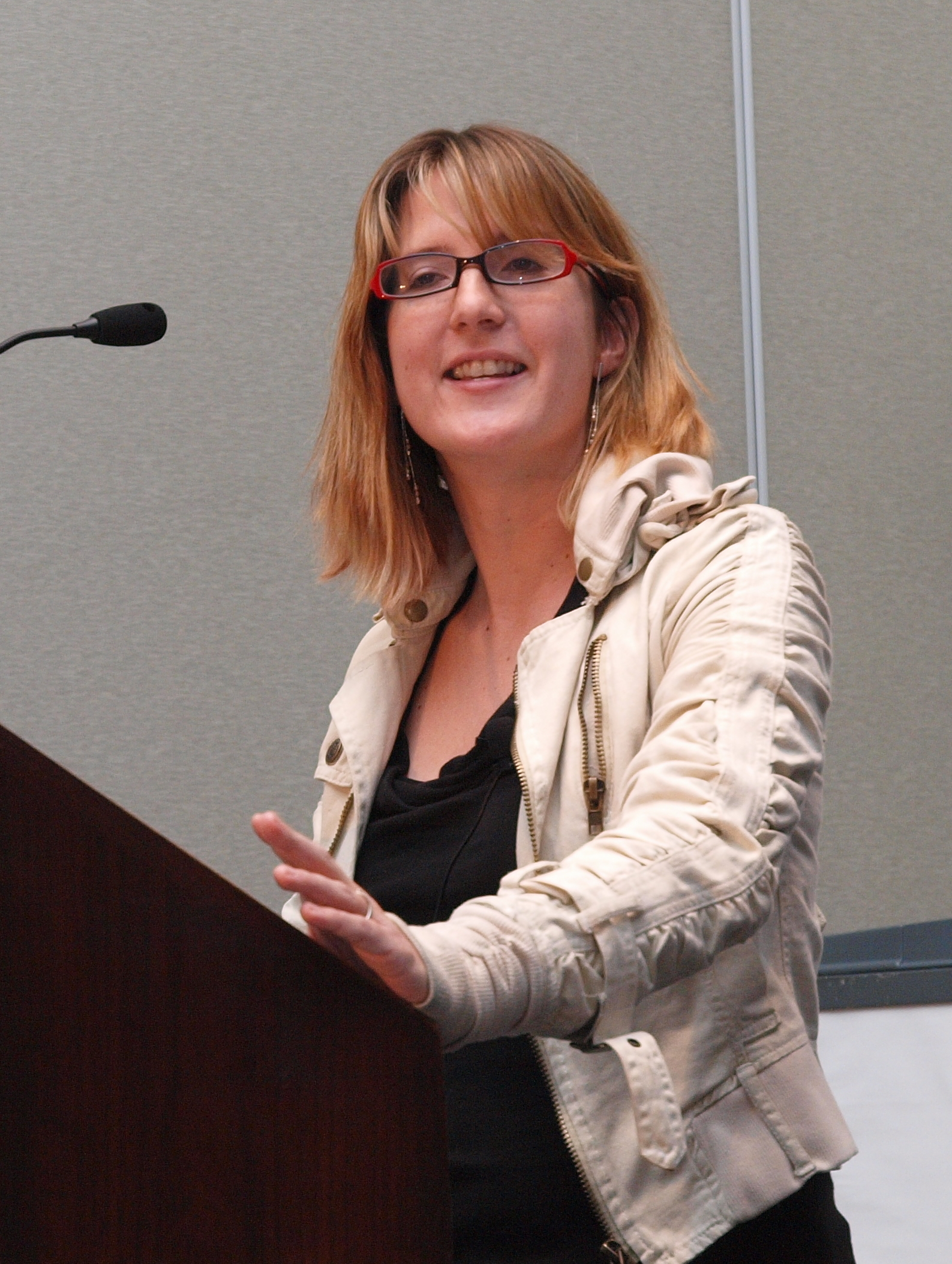
Kellee Santiago
(* 1979)

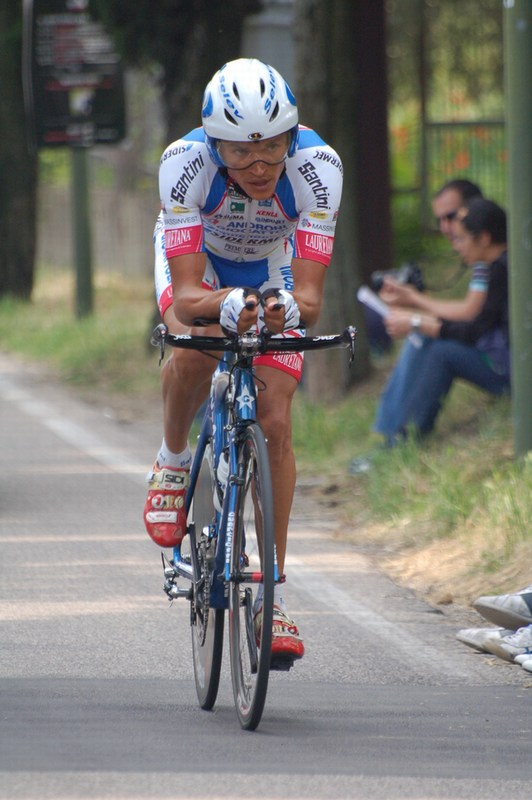
Carlos Ochoa
(* 1980)

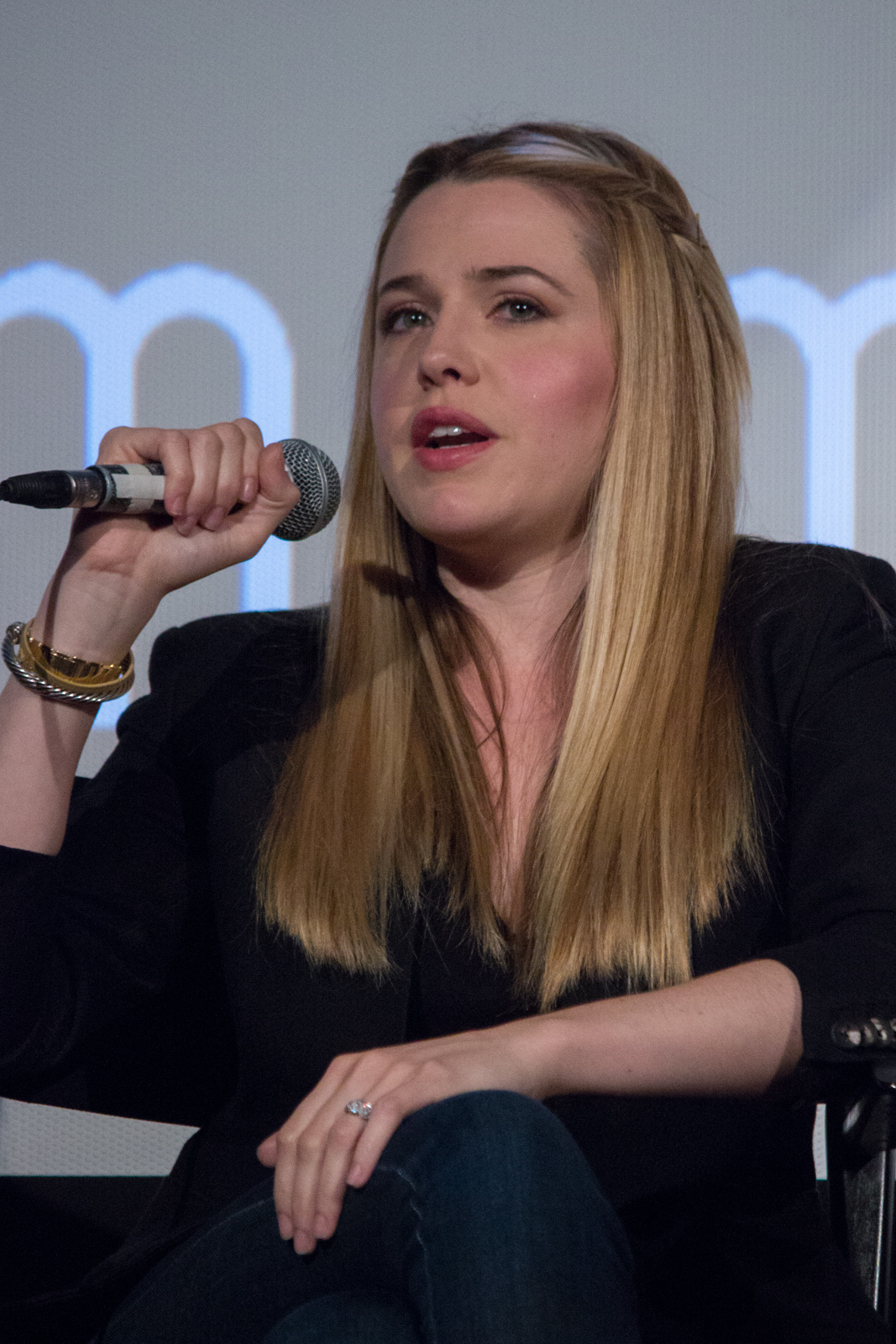
Majandra Delfino
(* 1981)

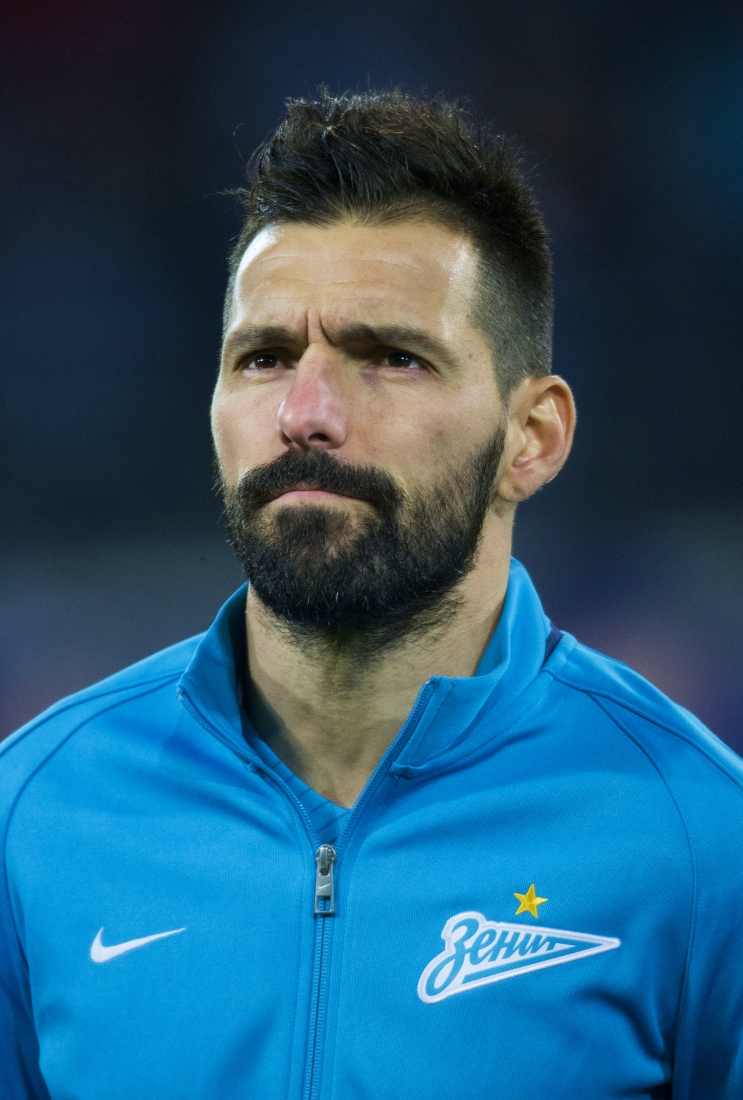
Danny
(* 1983)

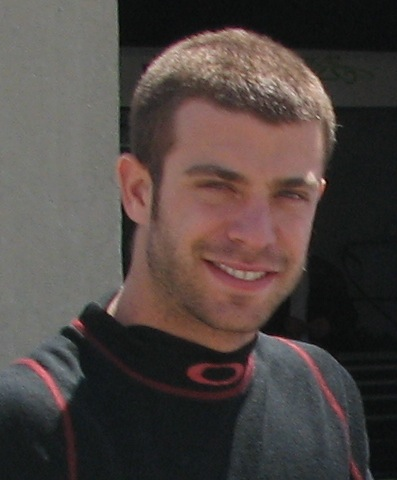
E. J. Viso
(* 1985)

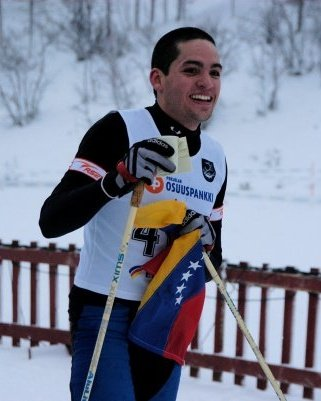
César Baena
(* 1986)

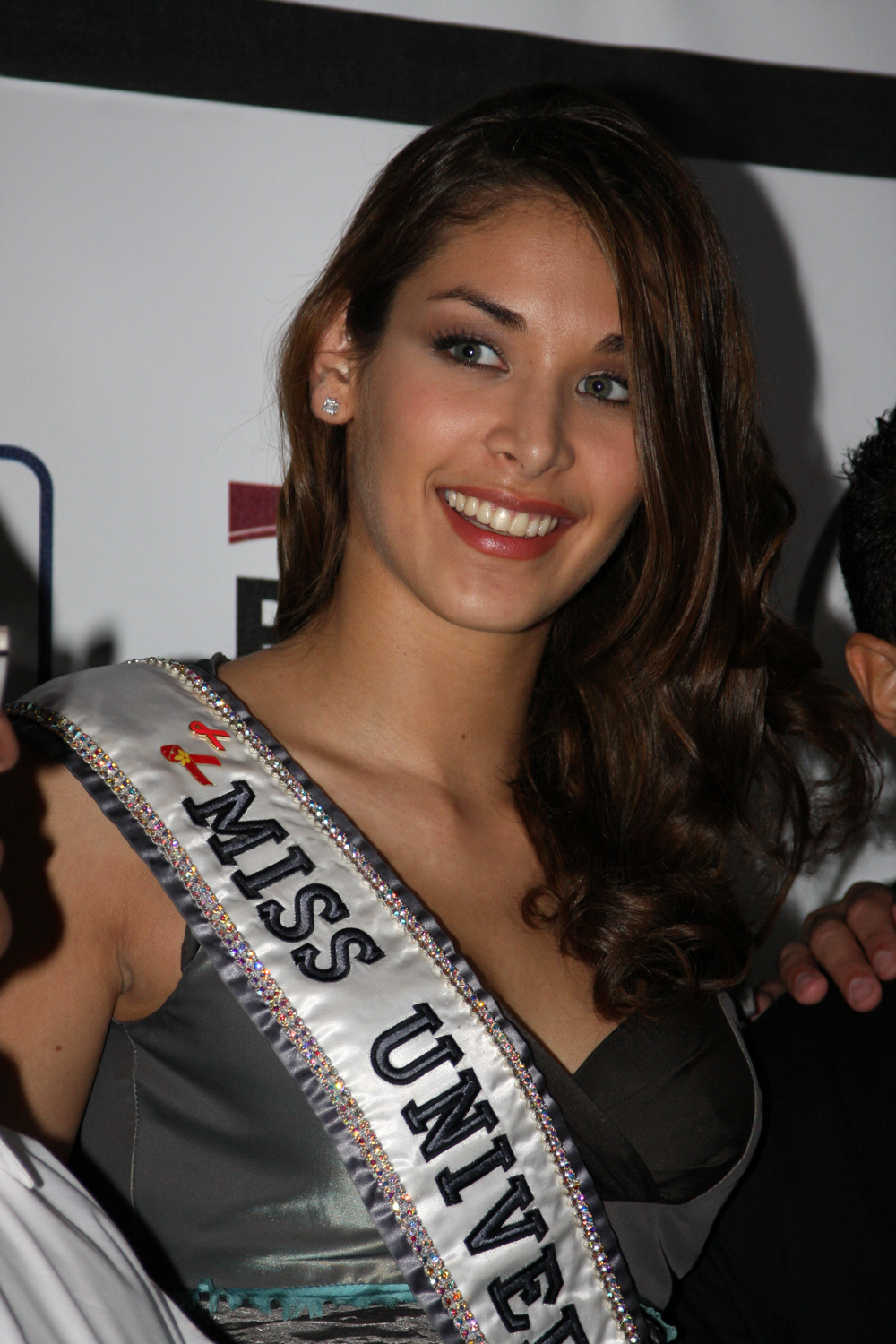
Dayana Mendoza
(* 1986)

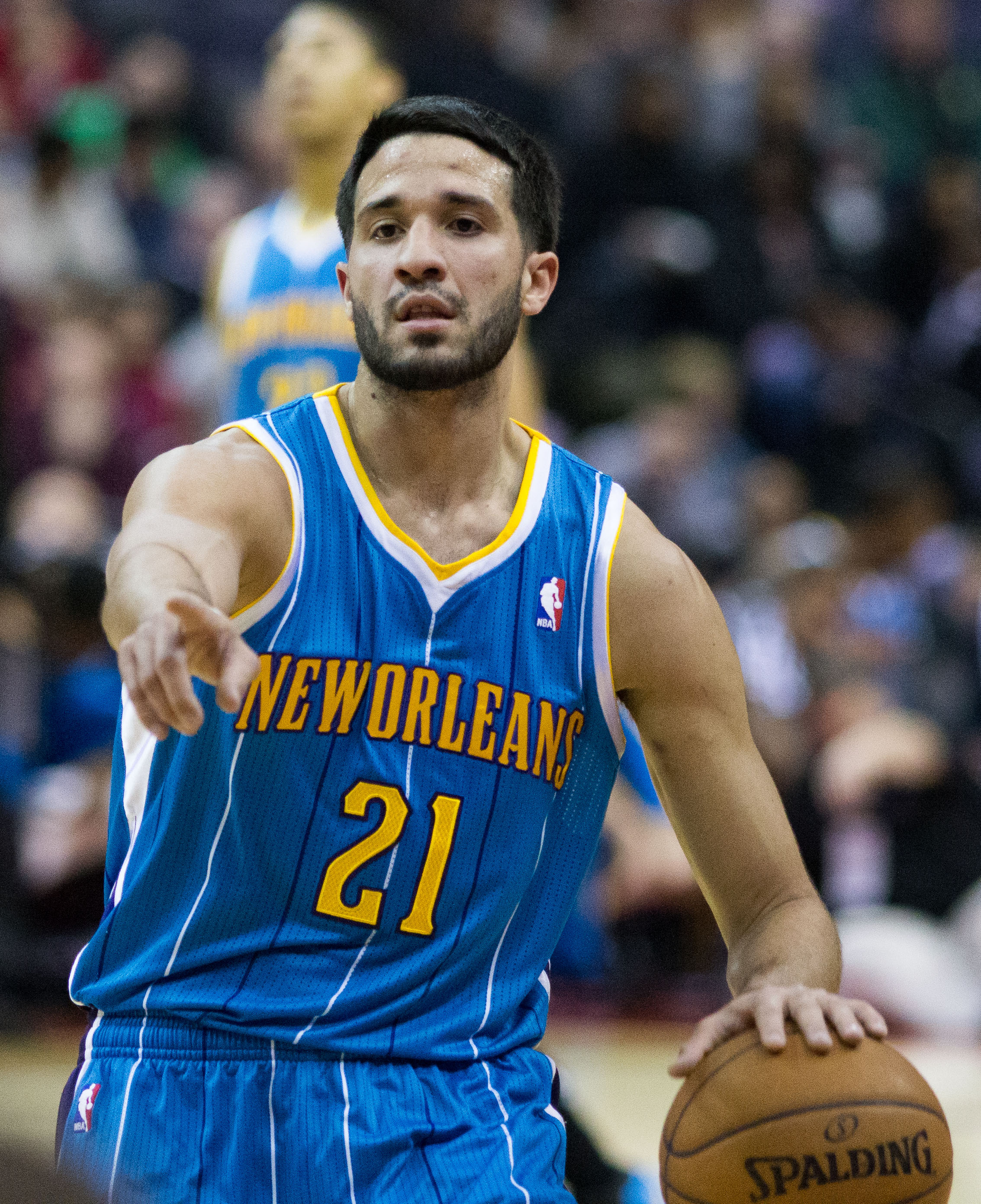
Greivis Vásquez
(* 1987)

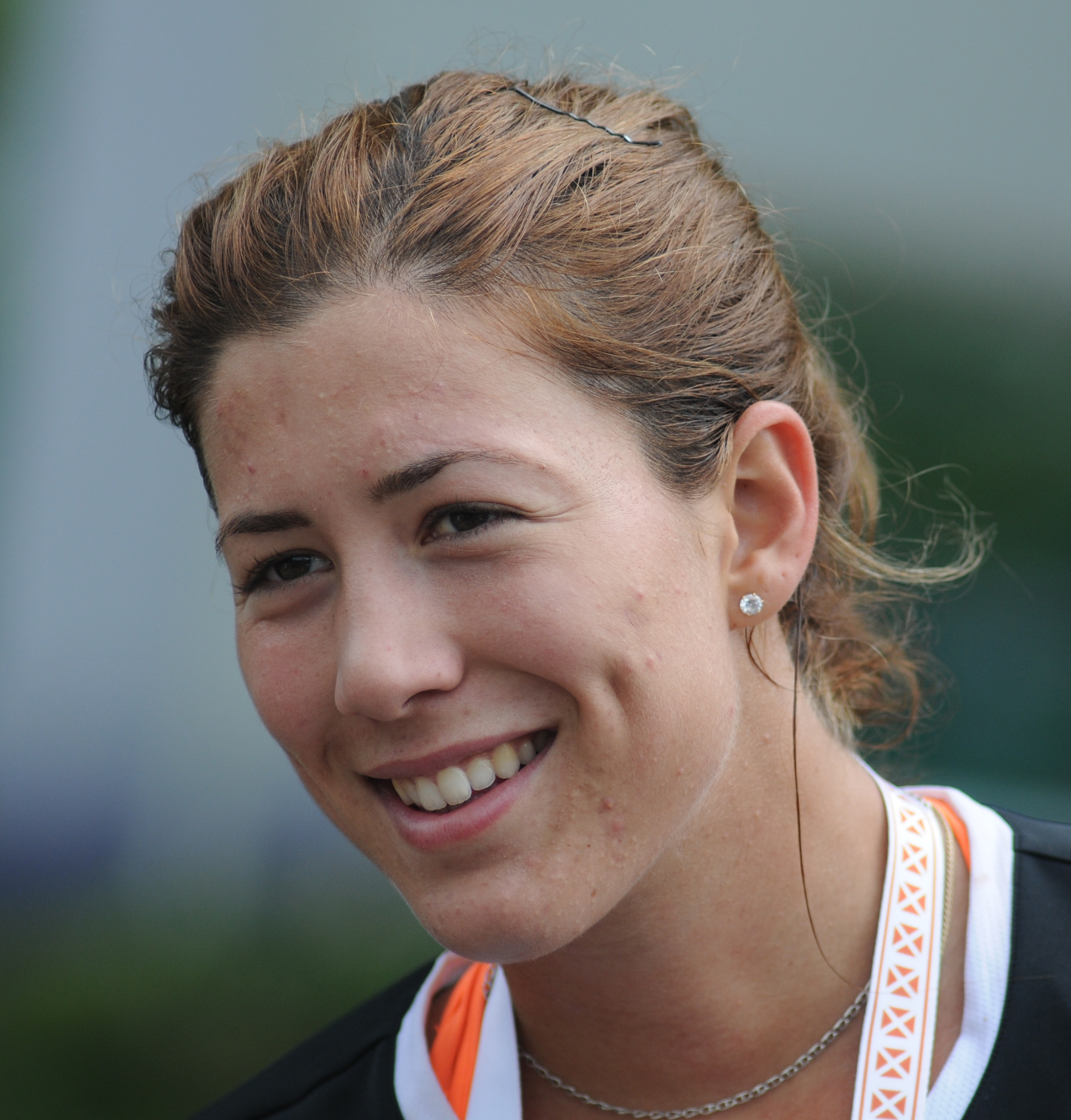
Garbiñe Muguruza
(* 1993)

- Arturo Uslar Pietri (1906–2001), Schriftsteller, Diplomat und Politiker
- Teodoro Capriles (1907–1982), Radrennfahrer
- Víctor Saume (1907–1964), Rundfunk- und Fernsehmoderator
- Germán Suárez Flamerich (1907–1990), Anwalt, Universitätsprofessor, Diplomat und von 1950 bis 1952 Präsident von Venezuela
- Alejandro Fernández Feo-Tinoco (1908–1987), römisch-katholischer Geistlicher, Bischof von San Cristóbal de Venezuela
- Carlos Delgado Chalbaud (1909–1950), Politiker und Offizier und von 1948 bis 1950 Präsident von Venezuela

### 1911–1920
- Manuel Pérez-Guerrero (1911–1985), Diplomat und Politiker
- Edgar Sanabria (1911–1989), Anwalt, Diplomat und Politiker und von 1958 bis 1959 Präsident von Venezuela
- Ángel Sauce (1911–1995), Geiger, Dirigent, Chorleiter und Komponist
- Eduardo Serrano (1911–2008), Musiker, Dirigent und Komponist
- Fedora Alemán (1912–2018), Sängerin
- Leonardo Pedroza (1912–1976), Musiker und Orchesterleiter
- Jacinto Convit (1913–2014), Mediziner
- José Clemente Laya (1913–1981), Bratschist, Komponist und Musikpädagoge
- Cecilia Martínez (1913–2015), Schauspielerin, Rundfunksprecherin und Fernsehmoderatorin
- Fredy Reyna (1917–2001), Cuatrospieler und Musikpädagoge
- Baruj Benacerraf (1920–2011), venezolanisch-US-amerikanischer Mediziner, Nobelpreisträger für Medizin
- Aquiles Nazoa (1920–1976), Schriftsteller, Dichter und Journalist

### 1921–1930
- Flor Roffé de Estévez (1921–2004), Musikpädagogin und Komponistin
- Nelly Mele Lara (1922–1993), Komponistin
- Carlos Cruz-Diez (1923–2019), Künstler
- Víctor Piñero (1923–1975), Sänger
- Carlos Teppa (* 1923), Komponist und Cellist
- Ofelia Ramón (1924–2014), Sängerin
- Andrés Sandoval (1924–2004), Komponist
- Margot Benacerraf (1926–2024), französisch-venezolanische Filmregisseurin
- Carlos Almenar Otero (1926–2018), Tenor
- Chucho Sanoja (1926–1998), Komponist, Arrangeur, Orchesterleiter und Pianist
- Aníbal Abreu (1928–2023), Pianist, Arrangeur und Komponist
- José Luis Muñoz (1928–1982), Komponist
- José Vicente Rangel (1929–2020), Politiker, Anwalt und Journalist
- Alfredo Sadel (1930–1989), Sänger und Schauspieler

### 1931–1940
- Nazyl Báez Finol (* 1932), Komponistin, Dirigentin und Musikpädagogin
- Domingo Rivas (1933–2020), Radrennfahrer
- Arsenio Chirinos (1934–2015), Radrennfahrer
- Abdem Ramon Lancini (1934–2007), Herpetologe
- Alejandro Enrique Planchart (1935–2019), US-amerikanischer Musikwissenschaftler, Dirigent und Komponist
- Hein van der Gaag (1937–2022), niederländischer Boogie-Woogie- und Jazzmusiker
- Moisés Moleiro (1937–2002), Historiker, Philosoph und Politiker
- Guiomar Narváez (* 1937), Pianistin und Musikpädagogin
- Manuel Blum (* 1938), US-amerikanischer Informatiker und Turingpreisträger
- Alfredo del Mónaco (1938–2015), Komponist
- Eugenio Montejo (1938–2008), Dichter und Essayist
- Carlos Hernández (1939–2016), Boxer
- Carolina Herrera (* 1939), venezolanisch-US-amerikanische Modedesignerin und Unternehmerin
- Federico Moleiro (* 1939), Lyriker
- Carlota Pérez (* 1939), Wissenschaftlerin
- Luis Britto García (* 1940), Schriftsteller, Historiker, Essayist und Dramatiker
- Carmencita Moleiro (* um 1940), Pianistin

### 1941–1950
- Víctor Chirinos (* 1941), Radrennfahrer
- Alberto Naranjo (1941–2020), Komponist und Musiker
- Edgardo Lander (* 1942), Soziologe und Hochschullehrer
- Eduardo Serrano (* 1942), Schauspieler
- Jorge Kardinal Urosa (1942–2021), Kardinal, Erzbischof von Caracas, Primas von Venezuela und Großprior der Statthalterei Venezuela des Ritterordens vom Heiligen Grab zu Jerusalem
- Rafael Ramón Conde Alfonzo (1943–2020), römisch-katholischer Geistlicher, Bischof von Maracay
- Oscar D’León (* 1943), Salsa-Musiker
- José Luis Rodríguez González (* 1943), Sänger und Schauspieler
- Gustavo García Naranjo (* 1944), römisch-katholischer Bischof von Guarenas
- Baltazar Porras (* 1944), römisch-katholischer Erzbischof von Caracas, Kardinal
- Gustavo Cisneros (1945–2023), Unternehmer in der Medien- und Getränkeindustrie
- Daniela Hammer-Tugendhat (* 1946), österreichische Kunsthistorikerin
- Omar J. Linares (* 1946), Paläobiologe und Mammaloge
- Carlos Ulises Moulines (* 1946), Wissenschaftstheoretiker und Wissenschaftshistoriker
- Hanni Ossott (1946–2002), Autorin, Journalistin und Übersetzerin
- Juan Carlos Núñez (* 1947), Komponist
- Federico Ruiz (* 1948), Komponist
- Arturo Sosa (* 1948), Generaloberer der Gesellschaft Jesu
- Francisco Zapata Bello (* 1948), Komponist, Dirigent und Gitarrist
- Mario del Valle Moronta Rodríguez (1949–2025), römisch-katholischer Geistlicher, Bischof von San Cristóbal de Venezuela

### 1951–1960
- Elsa M. Redmond (* 1951), Anthropologin und Archäologin
- Jonny Eduardo Reyes Sequera (* 1952), römisch-katholischer Geistlicher, Apostolischer Vikar von Puerto Ayacucho
- Emilio Mendoza (* 1953), Komponist
- Josep Antoni Alcover (* 1954), Zoologe und Paläontologe
- Susana Amundaraín (* 1954), Malerin, Installations- und Performancekünstlerin
- Johnny Cecotto (* 1956), Motorsportler
- Riccardo Lamba (* 1956), italienischer römisch-katholischer Geistlicher, Erzbischof von Udine
- Carlos Lavado (* 1956), Motorradrennfahrer
- Ricardo Teruel (* 1956), Komponist
- Benno Albrecht (* 1957), Architekt und Hochschullehrer
- Carlos Duarte (1957–2003), Komponist und Pianist
- Gustavo Matamoros (* 1957), Komponist
- Rubén Riera (* 1957), Gitarrist
- Serge Blanco (* 1958), französischer Rugby-Union-Spieler
- Efraín Amaya (* 1959), Komponist und Dirigent
- Adina Izarra (* 1959), Komponistin
- Saúl Vera (* 1959), Mandolinen- und Bandolaspieler
- Elizabeth Avellan (* 1960), Filmproduzentin
- Bernardo Piñango (* 1960), Boxer
- Alberto Barrera Tyszka (* 1960), Schriftsteller und Drehbuchschreiber
- Tulio Luis Ramírez Padilla (* 1960), römisch-katholischer Geistlicher, Bischof von Guarenas
- María Rivas (1960–2019), Sängerin und Komponistin
- Jesús González de Zárate Salas (* 1960), römisch-katholischer Geistlicher, Erzbischof von Valencia en Venezuela

### 1961–1970
- Andrés Galarraga (* 1961), Baseballspieler
- Carlos Márquez Delima (* 1961), römisch-katholischer Geistlicher, Weihbischof in Caracas
- Irene Sáez (* 1961), Politikerin und Miss Universe 1981
- Jacky Schreiber (* 1961), Komponist
- Diana Arismendi (* 1962), Komponistin
- Raúl Biord Castillo (* 1962), römisch-katholischer Erzbischof von Caracas
- Nicolás Maduro (* 1962), Politiker und Staatspräsident Venezuelas seit 2013
- Orlando Poleo (* 1962), Perkussionist und Bandleader
- Moisés Kaufman (* 1963), Dramatiker, Filmregisseur und Autor
- Rafael Vidal (1964–2005), Schwimmer
- Catherine Fulop (* 1965), Schauspielerin[2]
- Boris Izaguirre (* 1965), spanischer Autor und Showmaster venezolanischer Herkunft
- Lorenzo Mendoza (* 1965), Unternehmer in der Nahrungsmittelbranche
- Alfonso Tenreiro (* 1965), Komponist
- Francisco Villarroel (* 1965), Anwalt, Schriftsteller, Drehbuchautor und Filmproduzent
- Natalia Luis-Bassa (* 1966), Leiterin des Huddersfield Philharmonischen Orchesters und des Haffner Orchesters in Lancaster
- Mariana Rondón (* 1966), Filmregisseurin
- María Corina Machado (* 1967), Politikerin
- Luisito Quintero (* 1967), Perkussionist
- Vicente Potolicchio (* 1968), Autorennfahrer
- Rodrigo Segnini Sequera (* 1968), Komponist
- Julio Borges (* 1969), Politiker
- Oscar Leonardo Franco Vivas (* 1969), Maler
- Andrés Izarra (* 1969), Informationsminister
- Jorge Sánchez-Chiong (* 1969), Komponist, Turntablist, Musikpädagoge und Musiker
- Antonio José Pardo Andretta (* 1970), Skirennläufer
- José Antonio Da Conceição Ferreira (* 1970), römisch-katholischer Geistlicher, Bischof von Puerto Cabello
- Rhinaixa Duque-Thüs (* 1970), Botanikerin und Kuratorin des Herbariums Hohenheim
- Gabriela Montero (* 1970), Konzertpianistin
- Gilberto Serrano (* 1970), Boxer

### 1971–1980
- Leopoldo López (* 1971), Politiker und Ökonom
- Reinaldo Muñoz Pedroza (* 1971), Generalstaatsanwalt von Venezuela
- Luis Perdomo (* 1971), Jazzpianist und Arrangeur
- Maurice Ruah (* 1971), Tennisspieler
- Henrique Capriles (* 1972), Politiker und Gouverneur des Bundesstaates Miranda
- Milka Duno (* 1972), Autorennfahrerin
- Unai Etxebarria (* 1972), venezolanischer Radrennfahrer baskischer Abstammung
- Juan Röhl (* 1973), Schachspieler
- Carlos Baute (* 1974), Sänger
- María Vento-Kabchi (* 1974), Tennisspielerin
- José Manuel Rey (* 1975), Fußballspieler
- Miguel Ubeto (* 1976), Radrennfahrer
- Marlene De Andrade (* 1977), Schauspielerin[3]
- Tomás Gil (* 1977), Radrennfahrer
- Juan Soto (* 1977), Fußballschiedsrichter
- Santiago Cabrera (* 1978), chilenischer Filmschauspieler
- Jacqueline Saburido (1978–2019), Aktivistin
- Tui Sutherland (* 1978), Schriftstellerin
- Mikael Gayme (* 1979), chilenischer Skirennläufer
- Jose Prendes (* 1979), Filmschaffender, Schauspieler und Synchronsprecher
- Kerstin Radt (* 1979), deutsche Bühnen-, Film- und Fernsehschauspielerin
- Kellee Santiago (* 1979), US-amerikanische Computerspielproduzentin und Spieleentwicklerin
- Chantal Baudaux (* 1980), Schauspielerin[4]
- Alejandra Benítez (* 1980), Fechterin[5] und Politikerin
- Prakriti Maduro (* 1980), Schauspielerin und Regisseurin
- Carlos Ochoa (* 1980), Radrennfahrer

### 1981–1990
- Natascha Börger (* 1981), deutsches Fotomodell und mehrfache Schönheitskönigin
- Majandra Delfino (* 1981), Schauspielerin und Sängerin
- Doris Morgado (* 1981), Schauspielerin
- Giancarlo Serenelli (* 1981), Autorennfahrer
- Sol Calero (* 1982), Künstlerin
- George Forsyth (* 1982), peruanischer Torwart
- Shariff Korver (* 1982), niederländischer Filmregisseur
- Giancarlo Maldonado (* 1982), Fußballspieler
- Patricia Schwarzgruber (* 1982), Schauspielerin
- Danny (* 1983), portugiesischer Fußballspieler
- Alex Livinalli (* 1984), venezolanisch-US-amerikanischer Schauspieler und Stuntman
- Oswaldo Vizcarrondo (* 1984), Fußballspieler[6]
- Daniel Dhers (* 1985), BMX-Freestyle-Fahrer
- Nicolás Fedor (* 1985), Fußballspieler
- Jackson Henríquez (* 1985), Beachvolleyballspieler
- Edicson Ruiz (* 1985), Kontrabassist
- E. J. Viso (* 1985), Autorennfahrer
- César Baena (* 1986), Skilangläufer und Biathlet
- Arnaldo González (* 1986), Künstler
- Rodolfo González (* 1986), Automobilrennfahrer
- Dayana Mendoza (* 1986), Model, Miss Universe 2008
- Andrés Túñez (* 1987), Fußballspieler
- Mario Valery-Trabucco (* 1987), kanadischer Eishockeyspieler
- Greivis Vásquez (* 1987), Basketballspieler
- Marvin Blanco (* 1988), Leichtathlet
- Hersony Canelón (* 1988), Bahnradsportler
- Keisa Monterola (* 1988), Stabhochspringerin
- Roberto Rosales (* 1988), Fußballspieler
- Rafael Eduardo Acosta Cammarota (* 1989), Fußballspieler
- Salomón Rondón (* 1989), Fußballspieler
- Arca (* 1989), Produzentin elektronischer Musik und DJ
- Bernardo Baena (* 1990), Skilangläufer

### 1991–2000
- Néstor Canelón (* 1991), Fußballspieler
- Laura Chimaras (* 1991), Schauspielerin
- Roberto La Rocca (* 1991), Automobilrennfahrer
- Corina Smith (* 1991), Sängerin, Schauspielerin und Model
- Carlos Ascues (* 1992), venezolanisch-peruanischer Fußballspieler
- María Gabriela de Faría (* 1992), Schauspielerin
- Humberto De Lucía (* 1992), Gitarrist
- Andrea Gámiz (* 1992), Tennisspielerin
- Álex Pastrana (* 1992), spanischer Schauspieler
- Garbiñe Muguruza (* 1993), spanische Tennisspielerin
- Ricardo Rodríguez (* 1993), Tennisspieler
- Oricia Domínguez (* 1994), portugiesisch-venezolanische Schönheitskönigin
- Rafael Arace (* 1995), Fußballspieler
- Lele Pons (* 1996), Webvideoproduzentin
- Julia Schaefer (* 1996), deutsche Volleyballspielerin
- Robeilys Peinado (* 1997), Stabhochspringerin
- Wuilker Faríñez (* 1998), Fußballtorwart
- Mida (* 1999), italienischer Popsänger
- Cristian Cásseres Jr. (* 2000), Fußballspieler
- Yoveinny Mota (* 2000), Hürdenläuferin

## 21. Jahrhundert

### 2001–2010
- Luisangel Acuña (* 2002), Baseballspieler
- Sofia Cabezas (* 2002), Tennisspielerin
- Alejandro Gomes Rodríguez (* 2008), englisch-venezolanisch-portugiesischer Fußballspieler